# Vịt PT
Vịt PT là giống vịt kiêm dụng, vừa nuôi lấy thịt, vừa nuôi lấy trứng, được tạo từ công thức lai giữa vịt trống Đốm (giống vịt nội, lông màu, có nguồn gốc từ Pà Lài, Lạng Sơn) và vịt mái CV-Super-M (một giống vịt chuyên thịt, màu lông trắng, được nhập khẩu từ Anh). Giống vịt PT được Cục Chăn nuôi công nhận là tiến bộ kỹ thuật tại Quyết định số 21/QĐ-CN-KHTC ngày 26/2/2014; được Bộ Nông nghiệp và Phát triển nông thôn công nhận là giống vật nuôi được phép sản xuất và lưu hành tại Việt Nam năm 2015.

## Một số đặc điểm
Phân ly màu lông của vịt PT lúc mới nở. Vịt có ngoại hình tương tự như các giống vịt nội của Việt Nam. Lúc mới nở, vịt có màu lông: vàng cam; vàng, có khoang đen ở lưng; đen toàn thân; vàng nhạt, có phớt đen ở đầu và đuôi. Những con mái khi mới nở lông vàng cam đến khi trưởng thành lông trắng tuyền; mới nở có khoang đen ở lưng, trưởng thành có khoang đen ở lưng; mới nở đen toàn thân hoặc phớt đen ở đầu và đuôi, trưởng thành màu cánh sẻ. Vịt trống trưởng thành có lông xanh đen ở đầu; cổ và dọc lưng có màu giống màu lông con cò lửa, đuôi có 2-3 lông móc cong.
Vịt trưởng thành, con trống 3,0 - 3,2 kg/con, con mái 2,6 – 2,8 kg/con.
Nuôi sinh sản, vịt có tuổi đẻ từ 20 - 22 tuần tuổi, khối lượng vào đẻ là 2,7 - 2,8 kg/con, năng suất trứng đạt 235 - 245 quả/mái/năm, tỉ lệ tiêu tốn thức ăn 3,2 - 3,4 kg/10 trứng.
Nuôi thương phẩm lấy thịt, thời gian nuôi từ khi nở đến xuất bán là 55 - 60 ngày tuổi, nuôi tốt có thể xuất bán lúc 50 ngày tuổi, khối lượng lúc xuất bán 2,7 - 2,9 kg/con, tiêu tốn thức ăn 2,4 - 2,6 kg/kg tăng trọng. Nếu chăn thả tại những nơi nhiều nguồn thức ăn tự nhiên, tiêu tốn thức ăn thấp, 1,9 - 2,1 kg/kg tăng trọng. Là giống vịt kiêm dụng nhưng tỷ lệ thịt xẻ rất cao, trên 71%, tương đương các giống vịt siêu nạc; thịt thơm tương tự như các giống vịt nội của Việt Nam.
Vịt PT tự kiếm mồi rất tốt, chịu kham khổ, sức sống cao nên phạm vi thích nghi rộng, có thể thâm canh hoặc bán thâm canh; nuôi chăn thả có kiểm soát ở ao, hồ, đầm, ruộng nước...; nuôi cả trên các vùng nước mặn và nước lợ. Hiện giống vịt PT được nuôi rất nhiều và phổ biến tại các tỉnh thuộc miền Bắc. 